# Anemarrhena asphodeloides
Anemarrhena asphodeloides är en sparrisväxtart som beskrevs av Aleksandr Andrejevitj Bunge. Anemarrhena asphodeloides ingår i släktet Anemarrhena och familjen sparrisväxter. Inga underarter finns listade i Catalogue of Life.